# Texas Legends 2018-2019
La stagione 2018-19 dei Texas Legends fu la 12ª nella NBA D-League per la franchigia.
I Texas Legends arrivarono quarti nella Southwest Division con un record di 16-34, non qualificandosi per i play-off.

## Roster
| N° | Naz.                   | Ruolo | Sportivo             | Anno | Alt. | Peso |
| -- | ---------------------- | ----- | -------------------- | ---- | ---- | ---- |
| 0  | Stati Uniti (bandiera) | A     | Billy Preston        | 1997 | 208  | 109  |
| 0  | Stati Uniti (bandiera) | A     | Jameel Warney        | 1994 | 203  | 118  |
| 00 | Stati Uniti (bandiera) | A     | C.J. Leslie          | 1991 | 206  | 95   |
| 1  | Stati Uniti (bandiera) | A     | Trahson Burrell      | 1992 | 201  | 86   |
| 1  | Stati Uniti (bandiera) | G     | Codi Miller-McIntyre | 1994 | 191  | 93   |
| 3  | Stati Uniti (bandiera) | G     | Daryl Macon          | 1995 | 191  | 84   |
| 4  | Stati Uniti (bandiera) | G     | Keith Hornsby        | 1992 | 193  | 95   |
| 5  | Stati Uniti (bandiera) | G     | Nate Mason           | 1995 | 188  | 84   |
| 6  | Stati Uniti (bandiera) | G     | Xavier Rathan-Mayes  | 1994 | 193  | 94   |
| 7  | Stati Uniti (bandiera) | G     | Josh Newkirk         | 1994 | 185  | 84   |
| 8  | Stati Uniti (bandiera) | G     | Donte Ingram         | 1996 | 198  | 98   |
| 9  | Stati Uniti (bandiera) | G     | Jordan Howard        | 1996 | 180  | 82   |
| 9  | Stati Uniti (bandiera) | G     | Gary Trent           | 1999 | 198  | 93   |
| 11 | Stati Uniti (bandiera) | A     | Xavier Johnson       | 1993 | 201  | 102  |
| 13 | Stati Uniti (bandiera) | G     | Wade Baldwin         | 1996 | 193  | 92   |
| 13 | Stati Uniti (bandiera) | G     | Vander Blue          | 1992 | 196  | 91   |
| 20 | Stati Uniti (bandiera) | G     | Rashad Vaughn        | 1996 | 196  | 90   |
| 21 | Stati Uniti (bandiera) | A     | DeAndre Daniels      | 1992 | 206  | 89   |
| 25 | Stati Uniti (bandiera) | G     | Justin Dentmon       | 1985 | 183  | 84   |
| 26 | Stati Uniti (bandiera) | A     | Ray Spalding         | 1997 | 208  | 98   |
| 31 | Stati Uniti (bandiera) | A     | J.J. Avila           | 1991 | 201  | 107  |
| 31 | Stati Uniti (bandiera) | A     | Stephen Ugochukwu    | 1996 | 201  | 100  |
| 33 | Stati Uniti (bandiera) | G     | Ryan Boatright       | 1992 | 180  | 77   |
| 33 | Stati Uniti (bandiera) | G     | Justin Tubbs         | 1987 | 191  | 91   |
| 34 | Stati Uniti (bandiera) | C     | Asauhn Dixon-Tatum   | 1991 | 213  | 107  |
| 37 | Grecia (bandiera)      | A     | Kōstas Antetokounmpo | 1997 | 211  | 88   |
| 50 | Stati Uniti (bandiera) | A     | Caleb Swanigan       | 1997 | 203  | 113  |
| 77 | Stati Uniti (bandiera) | G     | Frank Jackson        | 1998 | 191  | 93   |
|    | Stati Uniti (bandiera) | A     | Quincy Acy           | 1990 | 201  | 109  |
|    | Stati Uniti (bandiera) | A     | Kenrich Williams     | 1994 | 201  | 95   |

## Staff tecnico
- Allenatore: Bob MacKinnon
- Vice-allenatori: Zachary Cuh, Eric Snow, Connor Dow, D.J. Nelson
- Preparatore atletico: Anthony Citriniti